# Fidicinis Miklós
Fidicinis Miklós (? – Bajmóc, 1625) evangélikus püspök.

## Élete
Bajmócról származott, Thurzó György gróf segélyével 1603. február 3-ától a wittenbergi egyetemet látogatta. Hazájába visszatérve, tanító volt Bitsén és ugyanott 1621. november 4-én lelkésszé avatták fel, majd Thurzó Szaniszló gróf Galgócra hívta meg papnak. 1622-ben püspökké választották és Bajmócon lelkészkedett.

## Művei
Kézirati munkája: Prolegomena per questiones in Genesim tradita.